# 남과 여 (1966년 영화)
《남과 여》(男과 女, 프랑스어: Un homme et une femme)는 클로드 를루슈가 감독하고 아누크 에메와 장루이 트랭티냥이 출연한 1966년의 프랑스 영화이다. 클로드 를루슈와 피에르 이테뢰벤이 각본을 쓴 이 작품은 우연히 아이들의 학교에서 만난 남자와 여자의 이야기 각자 사별한 배우자에 대한 기억으로 쉽지 않은 연애, 아름다운 미장센이 아련하고 가슴시린 사랑을 잘 표현했다. 이 영화는 천연색과 흑백, 세피아 색조의 사진이 빈번하게 전환되는 멋진 사진 기법과 인상적인 프랑시스 레의 음악으로 유명하다.
《남과 여》는 프랑스에서 총 427만 2천 명의 관객수를 기록하였고, 그해 개봉된 영화들 중 6위의 흥행 성적을 거두었다. 이 영화는 1966년 칸 영화제의 황금종려상, 아카데미 외국어 영화상, 아카데미 각본상을 포함하여 여러 상을 수상하였다. 후속편으로, 《남과 여: 20년 후》(Un homme et une femme: Vingt ans déjà)가 1986년에 개봉되었다.

## 줄거리
젊은 미망인 안느 고티에는 스턴트맨이었던 남편이 그녀가 목격한 영화 촬영장 사고로 사망한 후 딸 프랑수아즈를 혼자 키우고 있다. 여전히 영화 스크립터로 일하는 안느는 파리 (프랑스)에 있는 집과 딸이 기숙학교에 다니는 프랑스 북부의 도빌 사이를 오간다. 젊은 홀아비 장루이는 르망 24시 경기 중 거의 치명적인 사고를 당한 후 자살한 아내 발레리의 죽음 이후 아들 앙투안을 혼자 키우고 있다. 여전히 레이싱 카 드라이버로 일하는 장루이 역시 파리와 아들이 기숙학교에 다니는 도빌 사이를 오간다.
어느 날, 안느가 파리로 돌아가는 마지막 기차를 놓친 후 도빌 기숙학교에서 안느와 장루이가 만난다. 장루이는 그녀를 태워다 주겠다고 제안하고, 두 사람은 집으로 가는 길에 서로의 동행을 즐기며 친해진다. 그가 그녀를 내려줄 때, 다음 주말에 함께 드라이브할 의향이 있는지 묻고, 그녀는 그에게 전화번호를 준다. 다음 경주를 준비하며 바쁜 한 주를 보낸 후, 장루이는 전화를 걸고, 그들은 일요일 아침 일찍 만나 비가 오는 도빌로 운전한다. 서로에게 분명히 끌린 그들은 아이들과 함께 즐거운 일요일 점심을 먹고, 아이들도 잘 지낸다. 그날 오후 늦게, 그들은 보트 타기를 하고 일몰에 해변을 산책한다.
장루이는 다음 한 주를 프랑스 남동부의 몬테카를로 랠리를 준비하고 운전하는 데 보낸다. 매일 안느는 코트다쥐르의 얼음 도로를 따라 악천후 속에서 진행되는 경주 소식을 면밀히 따른다. 경주를 시작한 273대의 차량 중 장루이의 흰색 포드 머스탱, 번호 145를 포함하여 42대만이 결승선을 통과할 수 있었다. 경주의 결론에 대한 텔레비전 보도를 보던 안느는 장루이에게 "브라보! 사랑해요. 안느."라고 적힌 전보를 보낸다.
그날 밤 몬테카를로의 운전자들을 위한 저녁 식사에서, 장루이는 전보를 받고 즉시 떠난다. 그는 경주 중에 사용했던 다른 머스탱(번호 184)에 뛰어들어 밤새 파리로 운전하며, 여자가 그런 전보를 보내면 무슨 일이 있어도 그녀에게 가야 한다고 자신에게 말한다. 도중에 그는 그들의 재회가 어떠할지 상상한다. 그의 파리 아파트에서 장루이는 안느가 도빌에 있다는 것을 알게 되고, 그래서 그는 북쪽으로 계속 간다. 장루이는 마침내 도빌에 도착하여 안느와 두 아이가 해변에서 놀고 있는 것을 발견한다. 그들이 서로를 보자, 그들은 서로의 품에 안겨 포옹한다.
아이들을 기숙학교에 내려준 후, 장루이와 안느는 시내로 차를 몰고 가서 방을 빌리고 열정적인 섹스를 한다. 그러나 그들이 서로의 품에 있을 때, 장루이는 무언가 잘못되었다는 것을 느낀다. 안느는 죽은 남편에 대한 기억이 여전히 남아 있었고, 계속하는 것이 불편하다고 느낀다. 안느는 혼자 기차를 타고 파리로 돌아가는 것이 가장 좋을 것이라고 말한다. 그녀를 역에 내려준 후, 장루이는 그녀의 감정을 이해하지 못한 채 혼자 집으로 돌아간다. 기차 안에서 안느는 장루이와 그들의 시간만을 생각할 수 있다. 한편, 장루이는 프랑스 시골을 통해 남쪽으로 파리 기차역까지 차를 몰고 가고, 마침 그녀의 기차가 도착한다. 그녀가 기차에서 내릴 때, 그녀는 장루이를 발견하고 놀라 잠시 망설인 후, 그에게 걸어가 포옹한다.

## 출연

### 주연
- 아누크 에메
- 장루이 트랭티냥

### 조연
- 피에르 바루
- 발레리 라그랑주

## 한국판 성우진

### KBS (1985년 1월 3일)
- 김종성 - 장 루이(장루이 트랭티냥)
- 장유진 - 안느(아누크 에메)
- 이경자
- 남궁윤

### MBC (1991년 2월 9일)
- 정희선 - 안느(아누크 에메)

### SBS (2006년 9월 17일)
- 홍성헌 - 장 루이(장루이 트랭티냥)
- 최성우 - 얀느(아누크 에메)
- 박신영
- 서문석
- 서광재
- 오길경
- 김지혜